# Episodi de I Simpson (quattordicesima stagione)
La quattordicesima stagione de I Simpson (serie di produzione EABF) è andata in onda negli USA dal 3 novembre 2002 al 18 maggio 2003.
La stagione comprende cinque episodi della serie di produzione DABF, relativa alla precedente stagione. L'episodio Bart mini maggiorenneè il 300° della serie.
L'episodio Due nuovi coinquilini per Homer ha vinto un Emmy per il miglior programma animato.
In Italia, diciotto episodi della stagione sono stati trasmessi per la prima volta fra l'11 gennaio e l'8 febbraio del 2005, mentre i rimanenti quattro sono andati in onda il 2 febbraio 2004 assieme a un episodio della precedente nella raccolta Red Hot Chili Simpson; tutti gli episodi sono andati in onda su Italia 1.
Dal 9 marzo al 5 aprile 2017, questa stagione è stata replicata su Italia 1 per la prima volta, rimasterizzata in 16:9 e in alta definizione e infine il 27 ottobre 2018, l'episodio La paura fa novanta XIII è stato trasmesso sempre per la prima volta, rimasterizzato in 16:9 e in alta definizione sempre su Italia 1.
Dal 10 ottobre 2011 è in vendita il cofanetto contenente la quattordicesima stagione completa.
| N° | Codice di produzione | Titolo italiano                               | Titolo originale                  | Prima TV USA      | Prima TV Italia |
| -- | -------------------- | --------------------------------------------- | --------------------------------- | ----------------- | --------------- |
| 1  | DABF19               | La paura fa novanta XIII                      | Treehouse of Horror XIII          | 3 novembre 2002   | 8 febbraio 2005 |
| 2  | DABF22               | Come ho passato la mia vacanza a strimpellare | How I Spent My Strummer Vacation  | 10 novembre 2002  | 2 febbraio 2004 |
| 3  | DABF20               | Bart contro Lisa contro la terza classe       | Bart vs. Lisa vs. the Third Grade | 17 novembre 2002  | 11 gennaio 2005 |
| 4  | DABF18               | Marge diventa large                           | Large Marge                       | 24 noviembre 2002 | 2 febbraio 2004 |
| 5  | DABF21               | Una casa subito                               | Helter Shelter                    | 24 noviembre 2002 | 2 febbraio 2004 |
| 6  | EABF01               | Il grande schifoso detective                  | The Great Louse Detective         | 15 dicembre 2002  | 12 gennaio 2005 |
| 7  | EABF02               | Straordinaria Edna                            | Special Edna                      | 5 gennaio 2003    | 13 gennaio 2005 |
| 8  | EABF03               | Il padre che sapeva troppo poco               | The Dad Who Knew Too Little       | 12 gennaio 2003   | 14 gennaio 2005 |
| 11 | EABF04               | Le forti braccia di mamma                     | Strong Arms of the Ma             | 2 febbraio 2003   | 18 gennaio 2005 |
| 10 | EABF06               | Non per soldi ma per preghiere                | Pray Anything                     | 9 febbraio 2003   | 19 gennaio 2005 |
| 9  | EABF05               | Bart mini maggiorenne                         | Barting Over                      | 16 febbraio 2003  | 21 gennaio 2005 |
| 12 | EABF07               | Lisa viene a parole                           | I'm Spelling as Fast as I Can     | 16 febbraio 2003  | 25 gennaio 2005 |
| 13 | EABF08               | È nata una stella - di nuovo                  | A Star Is Born-Again              | 2 marzo 2003      | 2 febbraio 2004 |
| 14 | EABF09               | Un clown va a Washington                      | Mr. Spritz Goes to Washington     | 9 marzo 2003      | 26 gennaio 2005 |
| 15 | EABF10               | Homer fa le scarpe a Burns                    | C.E. D'oh                         | 16 marzo 2003     | 27 gennaio 2005 |
| 16 | EABF11               | E le stelle stanno a guardare                 | 'Scuse Me While I Miss the Sky    | 30 marzo 2003     | 28 gennaio 2005 |
| 17 | EABF12               | Due nuovi coinquilini per Homer               | Three Gays of the Condo           | 13 aprile 2003    | 31 gennaio 2005 |
| 18 | EABF13               | Pace, quiete e chili                          | Dude, Where's My Ranch?           | 27 aprile 2003    | 1 febbraio 2005 |
| 19 | EABF14               | Un cane-coniglio in famiglia                  | Old Yeller Belly                  | 4 maggio 2003     | 2 febbraio 2005 |
| 20 | EABF15               | Marge al volante                              | Brake My Wife, Please             | 11 maggio 2003    | 3 febbraio 2005 |
| 21 | EABF16               | La miglior guerra è la non guerra             | Bart of War                       | 18 maggio 2003    | 4 febbraio 2005 |
| 22 | EABF17               | Boe babysitter                                | Moe Baby Blues                    | 18 maggio 2003    | 7 febbraio 2005 |

## La paura fa novanta XIII
- Sceneggiatura: Marc Wilmore, Brian Kelley e Kevin Curran
- Regia: David Silverman
- Messa in onda originale: 3 novembre 2002
- Messa in onda italiana: 8 febbraio 2005

Tre storie di Halloween, introdotte dai Simpson che effettuano una seduta spiritica per richiamare lo spirito di Maude:
- Fate entrare i cloni (Send in the Clones): Homer compra un'amaca capace di produrre cloni e usa i suoi sosia per farsi amare dalla sua famiglia. La situazione però precipita quando i cloni diventano un po' troppi e creano scompiglio a Springfield. Per risolvere l'invasione di Homer, sotto idea di Lisa, il Sindaco attrae tutte le copie verso un burrone adescandole con delle ciambelle giganti appese agli elicotteri e così ogni clone viene ucciso. Alla fine della scena si vede Marge amoreggiare con Homer, che si scopre però non essere l'originale dalla mancanza di ombelico, e che il vero Homer è morto insieme agli altri cloni nel crepaccio.
- Il diritto di possedere e usare armi (The Fright to Creep and Scare Harms): Grazie all'intercessione di Lisa, Springfield decide di liberarsi delle armi. Tuttavia quando Billy the Kid resuscita dalla tomba insieme alla sua banda, prende il controllo della città, rimasta impotente. Homer prenderà la macchina del tempo e tornando a un momento prima che i cittadini brucino le loro armi, convince la folla a usarle invece per sconfiggere i morti ancora prima che resuscitano, salvando così Springfield.
- L'isola del dr. Hibbert (The Island of Dr. Hibbert): Parodia de L'isola del dottor Moreau. La famiglia Simpson approda in aereo su un'isola a forma di teschio e lì incontrano il dr. Hibbert, che fa da loro guida turistica. La notte stessa, Marge, sospettosa che il suo dottore architetti qualcosa di losco, cerca indizi su cosa succeda sull'isola, ma viene rapita dal medico e trasformata in una gatta blu. Quando Homer e Flanders, trasformato in un uomo-mucca, scoprono il terribile piano di Hibbert, ovvero che lui trasforma tutti i suoi ospiti in animali selvaggi (compresi anche i figli di Homer), appare il dottore che rivela il suo piano di voler far fare a tutti una vita selvaggia. Homer, che ama quel tipo di vita, accetta il contratto e si fa trasformare in tricheco.

- Guest star: assente
- Frase alla lavagna: assente
- Gag del divano: assente

## Come ho passato la mia vacanza a strimpellare
- Sceneggiatura: Mike Scully
- Regia: Mike B. Anderson
- Messa in onda originale: 10 novembre 2002
- Messa in onda italiana: 2 febbraio 2004

Homer, ubriaco, viene immortalato dalle telecamere di uno show stile candid camera, mentre si lamenta della propria vita e della propria famiglia. Dopo un primo momento di delusione, Marge e il resto della famiglia decidono di concedere ad Homer una vacanza al Rock'n'Roll Fantasy Camp, dove musicisti come Mick Jagger e Keith Richards, insegnano lo stile di vita delle rock star. Terminato il campeggio, però Homer è nuovamente depresso e, per consolarlo, Jagger e Richards gli propongono di salire con loro sul palco del loro imminente concerto. Homer è convinto di doversi esibire, mentre gli viene affidato soltanto il sound check. Ciò nonostante, Homer tenta ugualmente di esibirsi sul palco, creando una gran baraonda.
- Guest star: Mick Jagger (voce di se stesso), Keith Richards (voce di se stesso), Elvis Costello (voce di se stesso), Lenny Kravitz (voce di se stesso), Tom Petty (voce di se stesso), Brian Setzer (voce di se stesso)
- Frase alla lavagna: assente
- Gag del divano: il salotto è diventato una specie di piscina in cui nuotano due squali; Homer, con sopra gli altri membri della famiglia, salta sopra un trampolino e si siede sul divano, ma gli squali gli hanno staccato i piedi con un morso.

## Bart contro Lisa contro la terza classe
- Sceneggiatura: Tim Long
- Regia: Steven Dean Moore
- Messa in onda originale: 17 novembre 2002
- Messa in onda italiana: 11 gennaio 2005

I Simpson acquistano una televisione satellitare e Bart passa talmente tanto tempo davanti allo schermo da dimenticarsi completamente di studiare per un importante esame, in cui realizza un punteggio bassissimo. A causa di ciò Skinner retrocede Bart alla terza classe, contemporaneamente Lisa viene promossa dalla seconda alla terza classe per i suoi eccezionali risultati. 
I fratelli Simpson si trovano quindi nella stessa classe e diventano acerrimi rivali. Tuttavia durante una gita a Capital City i due, a causa di un litigio, finiscono per separarsi dal resto della classe ed essere dimenticati dal bus. Bart e Lisa saranno quindi costretti a cooperare per uscire da quella situazione e, grazie a un gruppo di altri dispersi da una gita, riescono a tornare dai propri genitori. Alla fine il preside Skinner decide di separare i due fratelli, riportando Bart in quarta e facendo scegliere a Lisa in quale classe stare, la quale decide di tornare in seconda.
- Guest star: Tony Bennett (voce di se stesso)
- Frase alla lavagna: Al pesce non piace il caffè
- Gag del divano: in una parodia della sigla del telefilm Get Smart, Homer attraverso diverse porte raggiunge una cabina telefonica, compone un numero di telefono che lo fa cadere sopra il divano, dove si trovano già seduti gli altri componenti della famiglia.

## Marge diventa large
- Sceneggiatura: Ian Maxtone-Graham
- Regia: Jim Reardon
- Messa in onda originale: 24 novembre 2002
- Messa in onda italiana: 2 febbraio 2004

Pensando di essere diventata poco attraente per Homer, Marge si sottopone a un intervento di liposuzione, ma per un errore alla clinica chirurgica, le viene effettuata una mastoplastica, che le dona un seno enorme. La donna viene quindi scelta per lavorare come modella. Marge inizia ad avere fama e successo, ma con il tempo inizia a stufarsi delle avance degli uomini. Intanto Bart e Milhouse per imitare uno sketch di Krusty il clown finiscono per farsi male, facendo cadere sullo show del clown diverse critiche. Per riabilitare l'immagine di Krusty, i due bambini organizzano un falso salvataggio in cui il clown apparirà come un eroe, salvandoli dalle fauci di un elefante. Ma all'ultimo momento Krusty non ricorda qual è la parola che fa aprire la bocca all'elefante e la polizia interviene per fare fuoco. Per evitare che i poliziotti sparino, rischiando di colpire i due bambini, interverrà Marge che, mostrando il suo nuovo prosperoso décolleté ai presenti, salva i ragazzi. Il giorno seguente la donna si fa togliere le protesi, tornando a essere esattamente come prima.
- Guest star: Adam West (voce di Batman), Burt Ward (voce di Robin), i Baha Men (voci di se stessi), Jan Hooks (voce di Manjula)
- Frase alla lavagna: assente
- Gag del divano: Homer, grazie a una lavagna per bambini, riesce a disegnare i vari componenti della famiglia Simpson sul divano.

## Una casa subito
- Sceneggiatura: Brian Pollack e Mert Rich
- Regia: Mark Kirkland
- Messa in onda originale: 1º dicembre 2002
- Messa in onda italiana: 2 febbraio 2004

Per via di una invasione di termiti, i Simpson sono costretti ad abbandonare la propria casa per un po' di tempo, affinché venga effettuata la disinfestazione. Non sapendo dove andare a vivere nel frattempo, i Simpson accettano la proposta di diventare i protagonisti di un reality show, nel quale si è costretti a vivere come nel 1895. Dopo i primi momenti di crisi, i Simpson si adattano alla nuova situazione, facendo calare rapidamente gli ascolti dello show. Per risollevare le sorti del programma, i produttori del network gettano la casa della famiglia in un fiume. I Simpson si salvano, ma naufragano su un'isola deserta dove dovranno sopravvivere nella natura selvaggia. I Simpson nell'isola trovano i concorrenti di altri reality, abbandonati lì in seguito ai bassi ascolti dei rispettivi programmi. Insieme il gruppo si ribellerà ai produttori del network.
- Guest star: Larry Holmes (voce di se stesso), David Lander (voce di Squiggy)
- Frase alla lavagna: Milhouse non è pidocchioso
- Gag del divano: in una parodia del programma di disegno della Apple Macintosh, Kid Pix, un cursore di un mouse sposta Homer dalla parte sinistra a quella destra del divano, ossia vicino da Marge a Bart, cambia il colore delle pareti da rosa a verde e cambia il dipinto della barca con la Gioconda.

## Il grande schifoso detective
- Sceneggiatura: John Frink e Don Payne
- Regia: Steven Dean Moore
- Messa in onda originale: 15 dicembre 2002
- Messa in onda italiana: 12 gennaio 2005

I Simpson vincono un fine settimana gratis presso un centro benessere, dove però Homer viene quasi assassinato da una misteriosa figura. Winchester chiede la collaborazione di Telespalla Bob, affinché pensi come un criminale e lo aiuti nelle indagini. 
Telespalla Bob è quindi costretto a vivere a casa Simpson, fianco a fianco con il suo mortale nemico Bart. Homer e Bob riescono a risalire all'assassino, che si scopre essere Frank Grimes Jr., il figlio dell'uomo che Homer Simpson portò alla follia e a una morte ingloriosa nell'episodio Il nemico di Homer. Dopo che Grimes viene arrestato, Bob tenta di uccidere Bart, ma si rende conto di essersi affezionato alla sua faccia e di non essere più in grado di assassinarlo.
- Guest star: Kelsey Grammer (voce di Telespalla Bob Terwilliger)
- Frase alla lavagna: assente
- Gag del divano: i Simpson si siedono sul divano davanti alla TV e Homer, usando il telecomando, fa viaggiare la famiglia nel tempo: prima va nella preistoria, poi in un'arena romana dove combattono i gladiatori e infine ritornano nella loro casa.

## Straordinaria Edna
- Sceneggiatura: Dennis Snee
- Regia: Bob Anderson
- Messa in onda originale: 5 gennaio 2003
- Messa in onda italiana: 13 gennaio 2005

Per consolare Edna, sempre più depressa per la sua relazione con Seymour Skinner, Bart decide di iscriverla al concorso come maestra dell'anno. 
La signora Caprapall e i Simpson vengono quindi invitati per un soggiorno gratuito presso il centro Epcot, a Orlando, dove si terrà la premiazione. Skinner segue la Caprapall, sperando che l'insegnante non vinca l'ambito premio, dato che potrebbe allontanarla per sempre da lui e organizza un piano insieme a Bart, per sabotare la vittoria della donna. Pentitosi all'ultimo momento, Skinner rivela alla giuria le sue macchinazioni, ma pur di riconquistare il cuore dell'amata, le dichiara il suo amore.
- Guest star: Little Richard (voce di se stesso)
- Frase alla lavagna: assente
- Gag del divano: nel salone c'è una grande friggitrice: i Simpson sono delle patatine che prima vengono fritte, poi messe sul divano e infine salate.

## Il padre che sapeva troppo poco
- Sceneggiatura: Matt Selman
- Regia: Mark Kirkland
- Messa in onda originale: 12 gennaio 2003
- Messa in onda italiana: 14 gennaio 2005

Homer delude Lisa il giorno del suo compleanno, sbagliando clamorosamente regalo. Homer quindi si rende conto di quanto poco conosca la figlia e assume il detective privato Dexter Colt per scoprire il più possibili su Lisa. 
Colt compila un esaustivo dossier sulla bambina, che aiuta Homer ad avere un rapporto migliore con la figlia. Ciò nonostante Homer rifiuta di pagare al detective la parcella di 1000 dollari e, per vendetta, Colt vandalizza un laboratorio facendo ricadere le colpe su Lisa. Homer e Lisa si danno alla fuga per sfuggire alla polizia, finendo in un circo, dove si trovano faccia a faccia con Colt. L'uomo tenta di uccidere Homer, ma viene fermato da Lisa. Alla fine Colt viene arrestato e Lisa liberata da ogni sospetto. Finalmente la bambina riceve il regalo giusto da parte del padre.
- Guest star: Elliott Gould (voce di se stesso)
- Frase alla lavagna: assente
- Gag del divano: in una parodia della fotografia Lunch atop a Skyscraper, i Simpson sono seduti su una trave d'acciaio, vestiti come i muratori di inizio XX secolo, a guardare la TV.

## Le forti braccia di mamma
- Sceneggiatura: Carolyn Omine
- Regia: Pete Michels
- Messa in onda originale: 16 febbraio 2003
- Messa in onda italiana: 18 gennaio 2005

Marge viene rapinata e rimane talmente scioccata da non riuscire più a uscire dalla cantina di casa. Non avendo altro da fare, Marge inizia a utilizzare i bilancieri comprati da Homer durante una svendita degli oggetti di Rainer Wolfcastle. 
Marge acquisisce una muscolatura tale da farsi passare ogni fobia e riuscire a uscire finalmente da casa e picchiare il suo rapinatore. C'è una citazione da il padrino quando Marge picchia il rapinatore: il riferimento è al pestaggio effettuato da parte di Sonny ai danni di Carlo. Marge continua ad allenarsi (diventando pian piano sempre più muscolosa e gigantesca) e su suggerimento di Ruth Powers si iscrive a un campionato di culturismo, arrivando addirittura seconda. Tuttavia, Marge non è soddisfatta del risultato e, irritata, vuole diventare ancora più enorme per vincere un prossimo campionato; inoltre, a causa degli allenamenti e degli steroidi assunti, Marge diventa molto irascibile e ben poco femminile, al punto di finire in una violenta rissa al bar di Boe. Homer affronta Marge e le dice di sentire la mancanza della ragazza dolce che aveva sposato. Marge, inorridita da ciò che è diventata, decide di smettere di allenarsi.
- Guest star: Pamela Reed (voce di Ruth Powers)
- Frase alla lavagna: Questa scuola non ha bisogno di "cambiare regime"
- Gag del divano: nel salotto è presente un cartone che rappresenta la famiglia Simpson seduta sul divano, con dei buchi al posto delle loro teste. Nel momento in cui arriva la famiglia, ognuno dei componenti mette la testa in un buco diverso: Lisa va dove c'è il corpo di Homer, Homer va in quello di Marge, Maggie in quello di Lisa, Bart in quello di Maggie e infine Marge va in quello di Bart. Alla fine c'è un fotografo che scatta una foto.

## Non per soldi ma per preghiere
- Sceneggiatura: Sam O'Neal e Neal Boushell
- Regia: Michael Polcino
- Messa in onda originale: 9 febbraio 2003
- Messa in onda italiana: 19 gennaio 2005

Homer è sempre più frustrato nel vedere quanto la vita di Ned Flanders sia migliore della sua. 
Convinto che il segreto di Flanders sia nel suo attaccamento alla religione, Homer inizia a pregare in ogni momento e per qualunque cosa. Quando la sua casa inizia ad avere problemi, Homer prega affinché arrivi una soluzione. Subito dopo cade in una buca accanto alla chiesa, rompendosi una gamba, e decide di fare causa al reverendo Lovejoy. Alla fine Homer ottiene un risarcimento che il reverendo non può rifondere, perciò gli viene data la chiesa. Homer e i suoi amici trasformano la chiesa di Springfield in un locale per feste selvagge e peccaminose. Improvvisamente un diluvio si abbatte su Springfield, costringendo gli abitanti a rifugiarsi sul tetto della chiesa, dove Homer cerca ancora soluzioni pregando. A salvare la situazione arriva il reverendo Lovejoy in elicottero, che guida le preghiere dei fedeli, chiedendo a Dio di perdonarli e facendo improvvisamente cessare la pioggia.
- Guest star: Lisa Leslie (voce di se stessa)
- Frase alla lavagna: La televisione non è un contraccettivo
- Gag del divano: i Simpson si siedono sul divano, ma un bambino enorme li prende e inizia a giocare con loro.

## Bart mini maggiorenne
- Sceneggiatura: Andrew Kreisberg
- Regia: Matthew Nastuk
- Messa in onda originale: 2 febbraio 2003
- Messa in onda italiana: 21 gennaio 2005

Frugando fra dei vecchi scatoloni, Bart scopre che da piccolo aveva lavorato a uno spot televisivo, ma che tutti i suoi guadagni sono stati sperperati da Homer. Per ripicca, Bart chiede e ottiene l'emancipazione dai genitori, e abbandona casa Simpson per trasferirsi in un appartamento (inizialmente solo Marge e Lisa ci rimangono male, ma quando Homer vede che il taxi con Bart sta andando via, ci rimane male anche lui). Nei primi momenti la vita si dimostra dura per Bart, ma ben presto scopre che al piano superiore al suo abita Tony Hawk, con il quale stringe amicizia. Homer riesce a ottenere il perdono di Bart, ma il ragazzo rifiuta di tornare a casa, per poter partecipare a un tour con Tony. 
Ad un evento di skating, Homer sfida Tony Hawk per dimostrare di essere migliore di lui e riconquistare la fiducia del figlio.
- Guest star: i Blink-182 (voce di se stessi), Tony Hawk (voce di se stesso), Jane Kaczmarek (voce del giudice Grazia Negata)
- Frase alla lavagna: Io non... (Bart rompe la lavagna con un'ascia)
- Gag del divano: il salotto è fatto di biscotti e caramelle, anche i Simpson sono a forma di biscotto e alla fine Homer dà un morso a Bart.

## Lisa viene a parole
- Sceneggiatura: Kevin Curran
- Regia: Nancy Kruse
- Messa in onda originale: 23 febbraio 2003
- Messa in onda italiana: 25 gennaio 2005

Lisa partecipa a un torneo di spelling scolastico, che vincendolo, le dà la possibilità di partecipare alle Spell-olimpiadi nazionali. Tuttavia durante le prime eliminatorie, Lisa viene avvicinata dall'organizzatore George Plimpton, che le chiede di rinunciare alla vittoria, per poter fare vincere un ragazzino particolarmente popolare. Nonostante l'allettante offerta di una borsa di studio che le permetterebbe di pagarsi gli studi universitari, Lisa rifiuta e continua a gareggiare. Ciò nonostante durante la finale sbaglia a pronunciare una parola e perde comunque. Al ritorno a casa però viene comunque acclamata dai concittadini per la sua impresa. Homer intanto gira l'America in tour con un gruppo di persone ossessionate da un krusty burger a edizione limitata.
- Guest star: George Plimpton (voce di se stesso)

Dante Biagioni (voce italiana di George Plimpton
- Frase alla lavagna: assente
- Gag del divano: Homer, grazie a una lavagna per bambini, riesce a disegnare i vari componenti della famiglia Simpson sul divano.

## È nata una stella - di nuovo
- Sceneggiatura: Brian Kelley
- Regia: Michael Marcantel
- Messa in onda originale: 2 marzo 2003
- Messa in onda italiana: 2 febbraio 2004

Durante l'annuale festival delle meduse di Springfield, Ned viene colto dalla depressione per essere rimasto solo, dopo la morte della moglie. 
Una sera però incontra una bellissima straniera, che lo invita a un appuntamento, e che si scoprirà essere Sara Sloan, una popolare attrice hollywoodiana. La relazione fra i due sembra andare a gonfie vele, fino al momento in cui Sara chiede a Ned di trasferirsi con lei ad Hollywood. Flanders, preoccupato che Hollywood possa entrare in conflitto con i suoi valori tradizionalisti cristiani, rifiuta l'offerta e allora l'attrice decide di rimanere con lui a Springfield. Ciò nonostante la relazione fra i due finisce, per via dell'insistenza di Flanders di volersi sposare.
- Guest star: Marisa Tomei (voce di Sara Sloan), James L. Brooks (voce di se stesso), Helen Fielding (voce di se stessa)
- Frase alla lavagna: assente
- Gag del divano: i Simpson sono marionette e nel momento in cui arrivano sul divano i fili si attorcigliano tra loro. La camera allarga l'immagine e si vede che è Matt Groening a dirigere le marionette.

## Un clown va a Washington
- Sceneggiatura: John Swartzwelder
- Regia: Lance Kramer
- Messa in onda originale: 9 marzo 2003
- Messa in onda italiana: 25 gennaio 2005

Un dirottamento del traffico aereo, trasferisce alcune rotte aeree proprio su casa Simpson. Il rumore provocato dal continuo passaggio di aerei rende la vita per la famiglia Simpson impossibili, al punto di farli rivolgere al loro rappresentante del congresso, che però muore per un attacco cardiaco. I Simpson quindi chiedono a Krusty di candidarsi, affinché poi una volta eletto li possa aiutare. 
Una volta eletto, Krusty scopre che la sua opinione non vale nulla agli occhi dei veterani del Congresso. A risollevare la situazione ci pensa nuovamente la famiglia Simpson, che guidati da Walter Mondale, lo aiutano a mettere fuori gioco i suoi oppositori e attaccare la proposta per il dirottamento del traffico aereo a un'altra più popolare. La proposta viene accolta, e il traffico aereo viene nuovamente dirottato, riportando la quiete su casa Simpson.
- Guest star: assente
- Frase alla lavagna: assente
- Gag del divano: i Simpson si siedono sul divano davanti alla TV e Homer, usando il telecomando, fa viaggiare la famiglia nel tempo: prima va nella preistoria, poi in un'arena romana dove combattono i gladiatori e infine ritornano nella loro casa.

## Homer fa le scarpe a Burns
- Sceneggiatura: Dana Gould
- Regia: Mike B. Anderson
- Messa in onda originale: 16 marzo 2003
- Messa in onda italiana: 27 gennaio 2005

Homer tenta di chiedere una promozione a Burns, non ottenendola, ma riuscendo a scoprire che il proprietario dell'intera centrale ufficialmente è un canarino, in modo da proteggere Burns da eventuali problemi legali. 
Homer libera il canarino e poi avvisa Burns che sta per essere effettuata un'ispezione a sorpresa alla centrale nucleare. Disperato, Burns nel tentativo di trovare un capro espiatorio, nomina Homer proprietario della centrale, ignaro del fatto che non ci sia alcuna ispezione e come primo gesto da proprietario della centrale, Homer licenzia Burns. Dopo un po' di tempo passato a lavorare come direttore della centrale nucleare, Homer si rende conto di non avere più tempo da dedicare alla propria famiglia e, per tale ragione, riprende il suo vecchio lavoro e lascia la guida dell'azienda a Burns.
- Guest star: assente
- Frase alla lavagna: assente
- Gag del divano: un paio di mani reali fa scorrere dei disegni in bianco e nero che rappresentano l'arrivo della famiglia Simpson nel soggiorno e il momento in cui si siedono sul divano.

## E le stelle stanno a guardare
- Sceneggiatura: Dan Greaney e Allen Grazier
- Regia: Steven Dean Moore
- Messa in onda originale: 30 marzo 2003
- Messa in onda italiana: 28 gennaio 2005

Declan Desmond, un documentarista britannico, altezzoso e snob, realizza un servizio sulla scuola elementare di Springfield. Lisa viene presentata a Desmond come studentessa tipo, ma il regista distrugge i sogni della bambina, dicendole che avere troppi obiettivi nella vita, vuol dire non portarne nessuno a compimento. A quel punto, Lisa decide di concentrare le proprie energie sull'astronomia, ma si rende conto che in città ci sono troppe illuminazioni artificiali perché si possano ammirare le stelle, e convince Quimby a diminuire l'intensità della luce elettrica durante la notte. 
Ciò si risolve in un aumento smodato della criminalità, che convince Quimby ad aumentare al massimo l'intensità della corrente elettrica, illuminando la città a giorno, anche durante la notte. Ciò disturba fortemente gli equilibri naturali, e Lisa, aiutata da Bart sovraccarica i generatori della centrale nucleare, causando un black out. Nel buio totale, Lisa è finalmente in grado di godersi una pioggia di stelle cadenti.
- Guest star: Eric Idle (voce di Declan Desmond)
- Frase alla lavagna: assente
- Gag del divano: il salotto è diventato una specie di piscina in cui nuotano due squali; Homer, con sopra gli altri membri della famiglia, salta sopra un trampolino e si siede sul divano, ma gli squali gli hanno staccato i piedi con un morso.
- Citazioni: "il cielo è più buio dell'ascella di una pupa francese!" (Secco Jones).

## Due nuovi coinquilini per Homer
- Sceneggiatura: Matt Warburton
- Regia: Mark Kirkland
- Messa in onda originale: 13 aprile 2003
- Messa in onda italiana: 31 gennaio 2005

Curiosando fra le proprie cose, Homer trova una vecchia lettera di Marge, in cui la donna ammetteva di non amarlo. Homer quindi si convince che Marge l'ha sposato soltanto perché incinta e, deluso, lascia la propria casa e si trasferisce in un appartamento al centro, in cui vive una coppia omosessuale. Marge ed Homer tentano una cena di riconciliazione, ma Homer ubriaco, arriva troppo tardi. A quel punto Homer si rifugia nel bar di Boe dove continua a bere, fino a intossicarsi ed essere portato all'ospedale. Qui, Hibbert mostra ad Homer una vecchia videocassetta che documenta la prima ubriacatura di Homer. 
In quell'occasione, che è la stessa in cui Marge scrisse la lettera, Marge seduta al suo fianco, si dichiarava follemente innamorata. Mentre Homer capisce che la moglie l'ha sempre amato, Marge arriva all'ospedale e finalmente la coppia si riconcilia.
- Guest star: Ben Schatz (voce di se stesso), Scott Thompson (voce di Grady), "Weird Al" Yankovic (voce di se stesso)
- Frase alla lavagna: assente
- Gag del divano: nel salone c'è una grande friggitrice: i Simpson sono delle patatine che prima vengono fritte, poi messe sul divano e infine salate.

## Pace, quiete e chili
- Sceneggiatura: Ian Maxtone-Graham
- Regia: Chris Clements
- Messa in onda originale: 27 aprile 2003
- Messa in onda italiana: 1º febbraio 2005

Homer tenta di comporre un nuovo canto di Natale, ma finisce per scrivere un brano invettiva nei confronti di Ned, che ottiene un inaspettato successo, al punto di diventare un tormentone, e indurre i Simpson a lasciare per un po' Springfield, stanchi di quella canzone. 
I Simpson decidono quindi di trascorrere una settimana in un ranch e Lisa si innamora di un ragazzino di nome Luke, diventando terribilmente gelosa quando lo scopre a parlare al telefono con una certa Clara. Accidentalmente Lisa incontra Clara e le dà indicazioni sbagliate per raggiungere il ranch, facendola perdere nella foresta. Quando scopre che Clara è in realtà la sorella di Luke, Lisa e Bart si precipitano a salvare la ragazza, facendo scoprire a Luke la verità su quanto accaduto. Luke si dichiarerà molto deluso e offeso dal comportamento di Lisa. Intanto Homer e Bart aiutano una tribù di nativi americani a riprendersi il proprio territorio, inondato da un fiume, a causa di una diga costruita dai castori.
- Guest star: David Byrne (voce di se stesso), Andy Serkis (voce di Netturbinolo), Jonathan Taylor Thomas (voce di Luke Stetson)
- Frase alla lavagna: assente
- Gag del divano: i Simpson sono dei mimi che si muovono contro le pareti e alla fine si siedono su un divano immaginario.
- Curiosità: In una scena Boe cita il film cult Misery non deve morire

## Un cane-coniglio in famiglia
- Sceneggiatura: John Frink e Don Payne
- Regia: Bob Anderson
- Messa in onda originale: 4 maggio 2003
- Messa in onda italiana: 2 febbraio 2005

Il Piccolo Aiutante di Babbo Natale si rifiuta di salvare Homer durante un incendio nella casetta sull'albero, che invece viene tirato in salvo dal gatto Palla di Neve. Homer quindi intervistato dalla televisione locale disconosce pubblicamente il cane. Un giorno, però un fotografo scatta una fotografia al Piccolo Aiutante di Babbo Natale, impegnato a bere birra Duff, e i dirigenti dell'azienda assumono il cane come propria mascotte, facendo guadagnare alla famiglia molto denaro. A quel punto però si ripresenta il vecchio proprietario di Piccolo Aiutante di Babbo Natale, che appellandosi al disconoscimento televisivo fatto da Homer, pretende la proprietà del cane. Per riavere indietro il proprio cane, Bart studia un piano per far riassumere come mascotte della birra, il vecchio testimonial Duffman, a scapito di Piccolo Aiutante di Babbo Natale, che quindi tornerebbe a casa. Durante un evento in spiaggia organizzato dalla Duff, Homer finge di stare annegando (mentre in realtà galleggia su un bidone di birra), ma viene inaspettatamente attaccato da uno squalo. Lo squalo mordendo il bidone di birra, finisce per ubriacarsi, conquistando la folla in spiaggia. 
Lo squalo viene assunto come nuova mascotte Duff, mentre Piccolo Aiutante di Babbo Natale torna alla vecchia vita a casa Simpson.
- Guest star: Stacy Keach (voce di Howard K. Duff VII)
- Frase alla lavagna: La mia penna non è una caccola
- Gag del divano: in una parodia della fotografia Lunch atop a Skyscraper, i Simpson sono seduti su una trave d'acciaio, vestiti come i muratori di inizio XX secolo, a guardare la TV.

## Marge al volante
- Sceneggiatura: Tim Long
- Regia: Pete Michels
- Messa in onda originale: 11 maggio 2003
- Messa in onda italiana: 3 febbraio 2005

Ossessionato dal riempire la propria vettura di nuovi gadget inutili, Homer fa un incidente e gli viene ritirata la patente. Impossibilitato a guidare, l'uomo è costretto a camminare e inizia ad apprezzare l'attività fisica. Intanto Marge è costretta a svolgere tutte le attività che toccherebbero ad Homer e diventa sempre più stressata. Un giorno, mentre quest'ultimo passeggia per strada, la moglie accidentalmente lo investe con l'auto. In seguito, Homer inizia a sospettare che Marge gli voglia fare del male, e i due decidono di rivolgersi a un consulente matrimoniale. 
Egli consiglia ad Homer di comportarsi meno egoisticamente e l'uomo organizza per Marge una grande festa con tutti gli amici per stupirla. Alla fine lei e Homer si dichiarano amore e si riconciliano.
- Guest star: Steve Buscemi (voce di se stesso), Jackson Browne (voce di se stesso), Jane Kaczmarek (voce del giudice Grazia Negata)
- Frase alla lavagna: assente
- Gag del divano: nel salotto è presente un cartone che rappresenta la famiglia Simpson seduta sul divano, con dei buchi al posto delle loro teste. Nel momento in cui arriva la famiglia, ognuno dei componenti mette la testa in un buco diverso: Lisa va dove c'è il corpo di Homer, Homer va in quello di Marge, Maggie in quello di Lisa, Bart in quello di Maggie e infine Marge va in quello di Bart. Alla fine c'è un fotografo che scatta una foto.

## La miglior guerra è la non guerra
- Sceneggiatura: Marc Wilmore
- Regia: Michael Polcino
- Messa in onda originale: 18 maggio 2003
- Messa in onda italiana: 4 febbraio 2005

Dopo aver distrutto la collezione di oggetti dei The Beatles di Ned, Bart e Milhouse sono costretti a partecipare a delle attività di gruppo. 
Bart finisce così per far parte degli indiani pre-adolescenti insieme a Ralph Winchester, Nelson Muntz e Database, guidati da Marge Simpson, mentre Milhouse entra a far parte della giovane cavalleria, guidata da Kirk Van Houten. I due gruppi sono in gara fra loro per chi vende il maggior numero di barrette al cioccolato. La giovane cavalleria vince e ottiene l'onore di cantare l'inno nazionale durante una partita di baseball. Tuttavia gli indiani pre-adolescenti fingono di essere i rivali e si presentano allo stadio, cantando una versione irrispettosa dell'inno nazionale, facendo inferocire la folla e scatenando una rissa. La confusione termina soltanto quando sul maxi schermo viene inquadrata Marge in lacrime, per aver involontariamente causato tutto ciò. 
- Guest star: assente
- Frase alla lavagna: I panini non dovrebbero contenere sabbia
- Gag del divano: i Simpson si siedono sul divano, ma un bambino enorme li prende e inizia a giocare con loro.
- Citazioni: all'inizio dell'episodio, Bart e Milhouse stanno guardando South Park

## Boe babysitter
- Sceneggiatura: J. Stewart Burns
- Regia: Lauren MacMullan
- Messa in onda originale: 18 maggio 2003
- Messa in onda italiana: 7 febbraio 2005

Boe, depresso per la propria solitudine, tenta il suicidio gettandosi giù da un ponte. Tuttavia Boe inavvertitamente salva Maggie Simpson, volata fuori dal finestrino direttamente fra le sue braccia. Boe si affeziona molto alla bambina e passa molto tempo con lei, raccontandole "favole" come Il padrino. Tuttavia Homer e Marge non sono contenti del tempo che Maggie passi con Boe, e proibiscono all'uomo di vedere ancora loro figlia. Quando una notte Maggie sparisce, i due sono convinti che sia stata rapita da Boe, che invece è innocente e ugualmente preoccupato per la sparizione della bimba. Maggie viene trovata nel ristorante di Luigi Risotto, proprio nel bel mezzo di una sparatoria fra famiglie mafiose rivali. Boe riesce a salvare Maggie, ed Homer gli concede di passare con sua figlia tutto il tempo che vuole.
- Guest star: assente
- Frase alla lavagna: assente
- Gag del divano: il salotto è fatto di biscotti e caramelle, anche i Simpson sono a forma di biscotto e alla fine Homer dà un morso a Bart.